# Локалитет Магура
43° 53′ 56″ С; 22° 12′ 00″ И / 43.89896° С; 22.20003° И
Локалитет Магура је сакрално-меморијални комплекс који се налази на брду Магура, око километар источно од археолошког локалитета Гамзиград - Феликс Ромулијане. У оквиру комплекса се налази група комеморативних грађевина, укључујући и остатке маузолеја и споменика цара Галерија и његове мајке Ромуле.

## Опис локалитета
Магура је представљала свето брдо и до њених споменика се долазило проласком кроз тетрапилон висине 13,32m, од кога су данас остале базе четири стуба димензија 3,60x3,60m. Они су представљали раскршће путева од којих је један водио ка споменицима на врху брда, а други ка главној капији Ромулијане. Од овог раскршћа, крећући се ка споменицима на 130m налази се грађевина која је сондажно испитана, а потом су јој ради заштите зидови затрпани. Како се истраживања нису наставила, остала су оскудна документација у вези ње, те подаци о њој нису објавњени. На највишој тачки Магуре, 230m од тетрапилона смештен је маузолеј, који је веома оштећен. Предпоставља се да се његови делови коришћени у изградњи рановизантијске Ромулијане, док није опљачкан у најезди Хуна. Сматра се да је висина ове грађевине износила 11,54m и да је по речима академика Драгослава Срејовића у њој сахрањена Галеријева мајка Ромула око 305. године. 
Близу јужне стране маузолеја налази се тулум сачињен од каменог прстена пречника 30m и висине остатака до два метра. У њега је убачена земља висине 8,5m. У средини каменог прстена била конструисана дрвена ломача на којој је извршена апотеоза Ромуле, односно место одакле је она узнесена међу богове. Крећући се 45m југоистично од њене гробнице долази се до другог маузолеја, места где сахрањен император Галерије. И ово је место разрушено али се на основу оног што је остало закључује да се на бази од камених плоча налазило 12 кружно постављених стубова завршених јонским капителима, а укупна висина је износила 13m.
Недалеко од овог маузолеја налазио се други тулум камене основе који са нанетом земљом формира купу високу око 10,5m. На њему је била постављена ломача састављена на три нивоа. На том месту је идејни творац Ромулијане такође уздигнут међу богове. Ма овим ломачама нису спаљивана права тела покојника, већ воштане фигуре које су их представљале. 